# Płoszczad´ Stanisławskogo
Płoszczad´ Stanisławskogo (ros. Площадь Станиславского) – znajdująca się w fazie planów jedna ze stacji linii Leninskiej, znajdującego się w Nowosybirsku systemu metra.

## Plany
Stacja Płoszczad´ Stanisławskogo pojawia się jeszcze na planach nakreślonych na początku lat osiemdziesiątych XX wieku przez władze sowieckie. Te ambitne projekty zakładały stworzenie wielkiego systemu metra pod Nowosybirskiem, a przystanek linii Leninskiej o nazwie Płoszczad´ Stanisławskogo był przewidywany do ukończenia na rok 2015. Z powodu rozpadu Związku Radzieckiego i kryzysu jaki nastąpił w postsowieckiej Federacji Rosyjskiej plany te nie zostały wykonane, głównie z braku wymaganych środków pieniężnych. Lokalizacja stacji w rejonie lenińskim miała odciążyć i udrożnić transport w tej części miasta, przez który przechodziła droga wiodąca w stronę Tomska, Kemerowa, Omska i Kazachstanu. 23 kwietnia 1993 roku lokalizacja nowej stacji pierwszej linii została potwierdzona. W 1995 roku pojawia się na planach rozbudowy metra.
Odległość między stacją Płoszczad´ Stanisławskogo a Płoszczadią Marksa będzie wynosić 1,14 kilometra. Według początkowych planów stacja miała zostać oddana około 2015 roku. Przewidywano, że prace miałyby się rozpocząć w 2011 roku, gdy tylko stacja Zołotaja Niwa należąca do Linii Dzierżyńskiej zostanie oddana do użytku. Następne projekty zakładały rozpoczęcie konstrukcji w 2012 roku. Wszystko to było jednak uzależnione od finansowego wsparcia rządu federalnego w Moskwie. Kolejne plany przewidywały uruchomienie prac przygotowawczych około 2013 roku. Sama budowa zdaniem ekspertów powinna przebiegać bez większych problemów, nie powinny m.in. występować problemy z wodami gruntowymi. W sierpniu 2011 roku władze Nowosybirska zapowiedziały, że kolejną stacją systemu metra w mieście będzie Gusinobrodskaja, a Płoszczad´ Stanisławskogo został odsunięty w planach o około pięć lub sześć lat. Długofalowe plany zakładają poprowadzenie linii dalej w stronę Portu Lotniczego Tołmaczowo.